# Inland Empire
Inland Empire é uma região metropolitana no sul da Califórnia. O termo pode ser usado para se referir a cidades ocidentais do condado de Riverside e da banda sudoeste do condado de San Bernardino. A definição ampla inclui cidades orientais do condado de Los Angeles —  localizadas no vale Pomona e pertencentes à região metropolitana de Los Angeles —  e por vezes as comunidades desérticas de Palm Springs e o restante do vale Coachella; uma definição muito mais vasta inclui por completo os condados de San Bernardino e Riverside.
O Departamento do Censo dos Estados Unidos definiu a região metropolitana Riverside–San Bernardino–Ontario, que compreende os condados de San Bernardino e Riverside e estende-se por cerca de 70,000km², sendo habitada por uma população de aproximadamente 4 milhões. A área mais povoada está localizada no sudoeste do condado de San Bernardino e no noroeste do condado de Riverside. Ao fim do século XIX, o Inland Empire (IE) era um dos principais polos agrícolas, incluindo cítricos, laticínios e vinicultura. Todavia, a agricultura sofreu declínio ao longo do século XX, e desde a década de 1970 a população experimenta rápido crescimento, alimentado por famílias migrantes à procura de moradia disponível, gerando desenvolvimento residencial, industrial e comercial.

## Etimologia
O termo "Inland Empire" (tradução literal: império interior) foi documentado após ser utilizado pelo jornal Riverside Enterprise (agora, chamado The Press-Enterprise) a partir de abril de 1914. Incorporadores da área provavelmente introduziram o termo para promover a região e para destacar suas características. A primeira parte do nome, inland, é derivada da localização da região, estando 97km distante interior adentro de Los Angeles e do oceano Pacífico. Originalmente, esta área era chamada Orange Empire (tradução literal: império laranja), devido aos acres de pomares cítricos que se estendiam de Pasadena até Redlands durante a primeira metade do século XX.

## Geografia
A fronteira física entre Los Angeles e o Inland Empire, de oeste para leste, são os montes San Jose, que dividem o vale San Gabriel do vale de Pomona, causando a concentração da população urbana no vale San Bernardino. Já de sul a norte, as montanhas Santa Ana fisicamente dividem o condado de Orange dos condados de San Bernardino e de Riverside. As montanhas Santa Rosa assim como a porção californiana do deserto de Sonora separam o condado de Riverside do condado de San Diego.
Elevações variam de 3,505m no topo da montanha San Gorgonio até os -67m do lago Salton. As montanhas San Bernardino abrigam a floresta nacional San Bernardino e as estâncias de Big Bear Lake, Lake Arrowhead e Running Springs. O rio Santa Ana flui desde a montanha San Gorgonio, e por aproximadamente 160km, através dos condados San Bernardino, Riverside e Orange, até desaguar no oceano Pacífico, entre Newport Beach e Huntington Beach. Nas montanhas a temperatura geralmente é amena, pendendo para o frio, enquanto os vales podem apresentar calor. Na estância desértica de Palm Springs, nos arredores do Parque Nacional de Joshua Tree, as temperaturas do verão costumeiramente atingem os 43º.

## Cidades primárias incorporadas
| Cidades do condado de Riverside | Ano de incorporação | População, 2014 | Rendimento médio, 2009 |
| ------------------------------- | ------------------- | --------------- | ---------------------- |
| Banning                         | 1913                | 30,769          | $40,073                |
| Beaumont                        | 1912                | 42,277          | $46,703                |
| Blythe                          | 1916                | 19,258          | $36,883                |
| Calimesa                        | 1990                | 8,423           | $56,531                |
| Canyon Lake                     | 1990                | 11,010          | $84,324                |
| Cathedral City                  | 1981                | 53,437          | $43,792                |
| Coachella                       | 1946                | 44,132          | $35,797                |
| Corona                          | 1896                | 161,486         | $83,505                |
| Desert Hot Springs              | 1963                | 28,164          | $36,397                |
| Eastvale                        | 2010                | 57,016          | N/A                    |
| Hemet                           | 1910                | 83,032          | $33,924                |
| Indian Wells                    | 1967                | 5,219           | $116,718               |
| Indio                           | 1930                | 85,633          | $47,708                |
| Jurupa Valley                   | 2011                | 98,842          | N/A                    |
| La Quinta                       | 1982                | 39,964          | $74,452                |
| Lake Elsinore                   | 1888                | 60,029          | $55,179                |
| Menifee                         | 2008                | 85,182          | N/A                    |
| Moreno Valley                   | 1984                | 202,976         | $55,604                |
| Murrieta                        | 1991                | 108,368         | $74,775                |
| Norco                           | 1964                | 26,959          | $81,182                |
| Palm Desert                     | 1973                | 51,202          | $51,999                |
| Palm Springs                    | 1938                | 46,854          | $43,615                |
| Perris                          | 1911                | 73,756          | $49,675                |
| Rancho Mirage                   | 1973                | 17,982          | $76,642                |
| Riverside                       | 1883                | 319,504         | $54,099                |
| San Jacinto                     | 1888                | 46,490          | $42,772                |
| Temecula                        | 1989                | 109,428         | $75,335                |
| Wildomar                        | 2008                | 35,377          | N/A                    |

| Cidades do condado de San Bernardino | Ano de incorporação | População, 2014 | Rendimento médio, 2006 |
| ------------------------------------ | ------------------- | --------------- | ---------------------- |
| Adelanto                             | 1970                | 32,728          | $42,210                |
| Apple Valley                         | 1988                | 71,595          | $48,946                |
| Barstow                              | 1947                | 23,498          | $39,564                |
| Big Bear Lake                        | 1981                | 5,173           | $42,512                |
| Chino                                | 1910                | 84,723          | $70,283                |
| Chino Hills                          | 1991                | 77,005          | $103,404               |
| Colton                               | 1887                | 54,053          | $42,665                |
| Fontana                              | 1952                | 204,950         | $61,752                |
| Grand Terrace                        | 1978                | 12,414          | $68,098                |
| Hesperia                             | 1988                | 92,749          | $48,244                |
| Highland                             | 1987                | 54,651          | $54,153                |
| Loma Linda                           | 1970                | 23,853          | $52,272                |
| Montclair                            | 1956                | 38,465          | $56,147                |
| Needles                              | 1913                | 4,969           | $32,431                |
| Ontario                              | 1891                | 169,089         | $55,781                |
| Rancho Cucamonga                     | 1977                | 174,305         | $78,452                |
| Redlands                             | 1888                | 70,622          | $63,463                |
| Rialto                               | 1911                | 102,741         | $40,659                |
| San Bernardino                       | 1854                | 215,213         | $31,405                |
| Twentynine Palms                     | 1987                | 25,902          | $36,471                |
| Upland                               | 1906                | 76,043          | $61,044                |
| Victorville                          | 1962                | 121,901         | $50,531                |
| Yucaipa                              | 1989                | 53,096          | $50,529                |
| Yucca Valley                         | 1991                | 21,485          | $38,092                |